# Саклатені
Саклатені (Дзета Візничого, ζ Візничого) — це подвійна зоряна система в північному сузір'ї Візничого. Вона розташована на відстані близько 860 світлових років від Сонця, або приблизно 260 парсек, що було визначено за допомогою паралаксу. Це метод вимірювання відстані, коли астрономи визначають зміни в положенні зір на небі, спостерігаючи їх з різних точок земної орбіти. Зоряна величина Дзети Візничого складає 3.75, що означає, що вона достатньо яскрава, щоб її можна було побачити неозброєним оком. 

## Номенклатура

### Позначення за системою Байєра
ζ Візничого (Дзета Візничого) — це стандартне позначення зорі, яке використовують астрономи для визначення її на небі. Оскільки Дзета Візничого є подвійною системою, їх позначають як ζ Візничого A та ζ Візничого B. Ці позначення прийняті за умовами Вашингтонського каталогу парних зір (WMC) і Міжнародним астрономічним союзом (IAU).

### Традиційні назви
Дзета Візничого мала кілька історичних назв:
- Хедус I (або Хаедус) — латинська назва, яке вказує на "козенят" у міфології. Дзета Візничого була одним із двох козенят, що супроводжували козу Капеллу на небі[4].
- Cадатоні (рідше Саклатені) — арабська назва, що означає "друга рука колісниці" (араб. الساعد الثاني as-sācid aθ-θānī). Це ім'я вказує на її розташування в астрономічній системі, де зоря представляла частину колісниці[4].
- Асалех (також у формі Хасалех) — менш відома назва, яка іноді вживалась для Йоти Візничого, зорі в тому ж сузір'ї[5].

### Офіційне ім'я
У 2016 році Міжнародний астрономічний союз (IAU) створив спеціальну робочу групу по іменах зір (WGSN), яка стала відповідальною за стандартизацію імен для зір. Вони вирішили давати власні імена не цілим зоряним системам, а лише окремим зорям. Тому у 2017 році були затверджена офіційне ім'я зорі: Саклатені для компонента Дзета Візничого.

### Китайська астрономія
У китайській астрономії Дзета Візничого є частиною астеризму, що називається 柱 (Zhù), що перекладається як «Колони». Цей астеризм складається з кількох зір, зокрема Дзета Візничого, Епсилон Візничого, Ета Візничого та інших. Тому китайське ім’я для Дзета Візничого — це 柱二 (Zhù èr), що в перекладі означає "Друга зоря Колон".

## Властивості

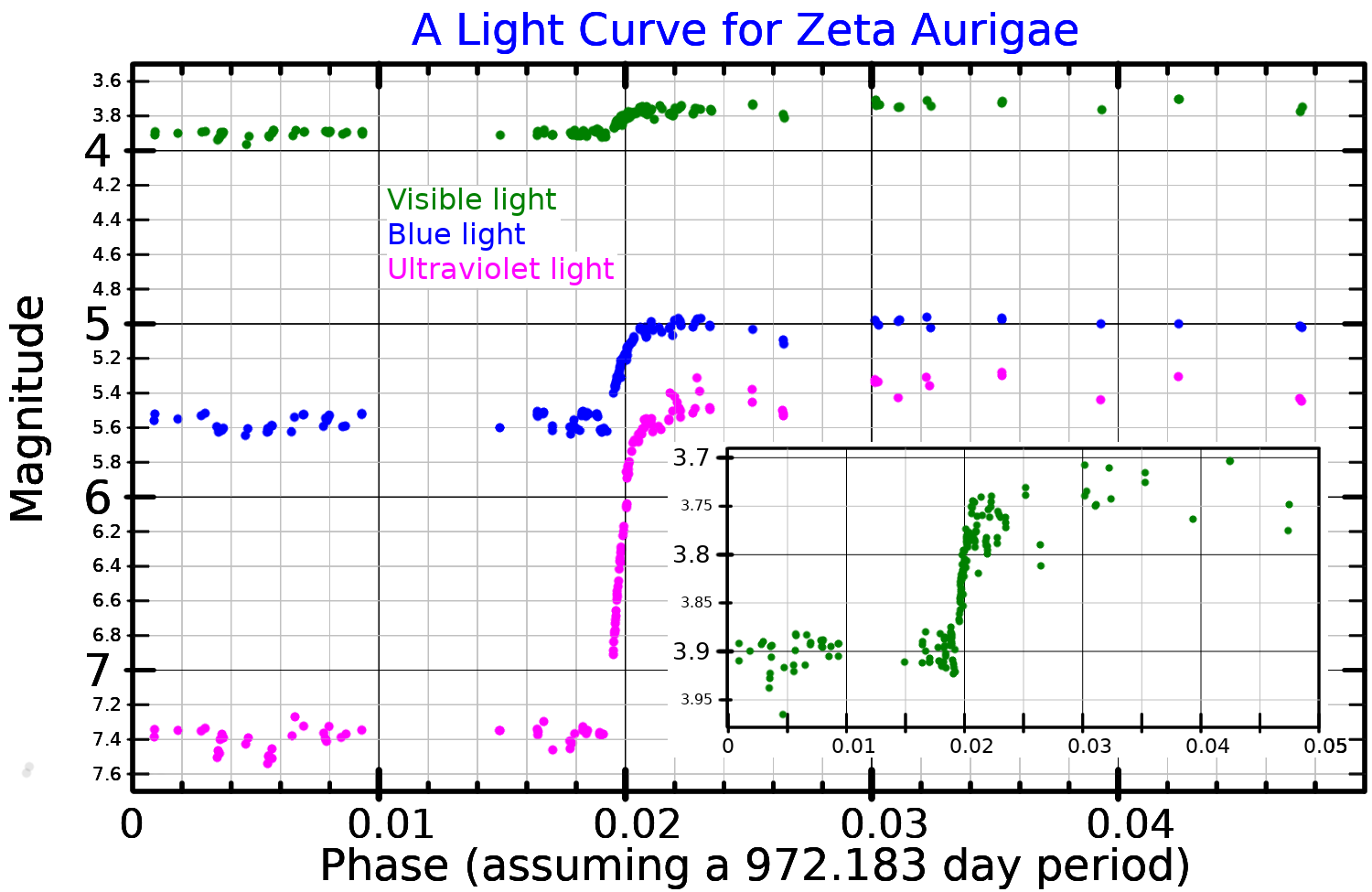
Крива блиску для Дзета Візничого, що показує зміну яскравості в міру закінчення затемнення, у трьох фотометричних кольорах. На вставці показано дані для видимого діапазону зі збільшеною вертикальною шкалою.

Саклатені була вперше визнана спектроскопічною подвійною зорею Вільямом Геммондом Райтом, який здійснив аналіз фотографічних пластинок, зроблених у Лікській обсерваторії між 1898 і 1908 роками. Зоря належить до категорії, яку раніше описала Антонія Морі, відзначивши її складний спектр. 
Перше визначення орбіти системи було здійснене Вільямом Едмундом Гарпером у 1924 році на основі вимірювань, зроблених у Домініонській обсерваторії. Гарпер отримав орбітальні елементи, які виявились схожими на сучасні визначення орбіти цієї системи. Важливим спостереженням було те, що Гарпер помітив, як складний спектр зникає на одній з пластинок, коли головна зоря типу K була найближче до Сонця. Це свідчить про можливе затемнення, яке відбувається, коли одна з зір проходить перед іншою. У 1932 році це припущення про затемнювальну природу подвійної системи було підтверджено Паулом Гутником, Гериберт Шнеллер та незалежно Джозефом Хопманном.
Орбітальна площина цієї затемнювальної системи майже вирівняна з лінією зору до Землі, що означає, що зорі системи часто «затемнюють» одна одну. Нахил орбіти оцінюється в 87.0°, що є дуже близьким до ідеального кута, при якому одна зоря може пройти перед іншою. Це призводить до зниження загальної яскравості системи до величини +3.99, коли одна зоря перекриває іншу.
Орбітальний період цієї подвійної системи становить 972 доби, або приблизно 2.66 роки. Це означає, що кожні 2.66 роки зорі проходять через свої найближчі точки орбіти, і одна з них може «затемнити» іншу. Ексцентриситет орбіти складає 0.4, що вказує на помірну овальність орбіти (вона не є ідеально круглою).
Головна зоря, компонент A, є яскравим гігантом або надгігантом типу K. Вона значно більша і яскравіша за Сонце. Її супутник, компонент B, є зоряною системою головної послідовності типу B, з класифікацією B5 V або B7 V, що означає, що це зоря середнього розміру, яка ще перебуває на стадії стабільного горіння водню.